# Premio Romy Schneider
El Premio Romy Schneider es el premio más prestigioso para las actrices revelación en la industria francesa del cine.
Lo inició el periodista francés Eugène Moineau en 1984 y se llama así por la actriz Romy Schneider (1938–1982). Lo entrega un jurado todos los años en París a la vez que el premio Patrick Dewaere (antes premio Jean Gabin).

## Galardonadas
En 1994, la actriz alemana Sandra Speichert fue la primera no francesa y, hasta la fecha, única alemana en recibir el premio. La galardonada más joven fue Vanessa Paradis en 1990 con 17 años, y la de más edad fue Mathilde Seigner con 31 años en 1999.
| Año  | Galardonada           | Nacionalidad |
| ---- | --------------------- | ------------ |
| 1984 | Christine Boisson     | Francia      |
| 1985 | Élizabeth Bourgine    | Francia      |
| 1986 | Juliette Binoche      | Francia      |
| 1987 | Catherine Mouchet     | Francia      |
| 1988 | Fanny Bastien         | Francia      |
| 1989 | Mathilda May          | Francia      |
| 1990 | Vanessa Paradis       | Francia      |
| 1991 | Anne Brochet          | Francia      |
| 1992 | Anouk Grinberg        | Francia      |
| 1993 | Elsa Zylberstein      | Francia      |
| 1994 | Sandra Speichert      | Alemania     |
| 1995 | Sandrine Kiberlain    | Francia      |
| 1996 | Marie Gillain         | Bélgica      |
| 1997 | Julie Gayet           | Francia      |
| 1998 | Isabelle Carré        | Francia      |
| 1999 | Mathilde Seigner      | Francia      |
| 2000 | Clotilde Courau       | Francia      |
| 2001 | Hélène de Fougerolles | Francia      |
| 2002 | Emma de Caunes        | Francia      |
| 2003 | Ludivine Sagnier      | Francia      |
| 2004 | Laura Smet            | Francia      |
| 2005 | Cécile de France      | Bélgica      |
| 2006 | Mélanie Laurent       | Francia      |
| 2007 | no entregado          | no entregado |
| 2008 | Audrey Dana           | Francia      |
| 2009 | Déborah François      | Bélgica      |
| 2010 | Marie-Josée Croze     | Canadá       |